# 강과
강과(江果, ?~?)는 북위의 관리였던 인물로, 북위 말에 육진의 난을 피해 위해 고구려로 망명했다.